# Уинклер, Генри
Ге́нри Фра́нклин Уи́нклер (англ. Henry Franklin Winkler, род. 30 октября 1945) — американский актёр, кинорежиссёр, продюсер и сценарист.
Уинклер известен по роли Фонзи в американском ситкоме 1970-х «Счастливые дни». Фонз, гризер и автомеханик, начинал как второстепенный персонаж, но к концу шоу стал одним из главных героев.

## Биография
Генри Уинклер родился в Манхэттене, Нью-Йорк в семье Ильзы Анны Марии (урожденной Хадра) и Гарри Ирвинга Уинклера, представителя компании пиломатериалов. Родители Уинклера, евреи, эмигрировали из Германии в США в 1939 году, до начала Второй мировой войны. Двоюродный брат актёра Ричарда Белзера.
Уинклер посещал школу Макбёрни и в 1967 году получил степень бакалавра в колледже Эмерсон, в 1970 году получил степень магистра изящных искусств в Йельской школе драмы. В 1978 году Эмерсон дал Уинклеру степень Почётного доктора гуманитарных наук. Уинклер также получил степень Доктора гуманитарных наук от колледжа Остин.
Уинклер женился на Стейси Вайцман 5 мая 1978 года, и у них родилось двое детей, Зои и Макс, а также пасынок Джеж от предыдущего брака Стейси с Говардом Вайцманом. Он является крёстным отцом Брайс Даллас Ховард, дочери звезды «Счастливых дней» и знаменитого кинорежиссёра Рона Ховарда.
Благотворительные работы, в которых он принимает участие, включают «Ежегодный телемарафон в помощь больных церебральным параличом», фонд «Больных эпилепсией», ежегодную кампанию «Игрушки для малышей», «Национальный комитет по искусству для инвалидов» и «Специальные Олимпийские игры».
Как фанат «Нью-Йорк Янкис», Уинклер объявил на канале FOX начало 5 игры Всемирной серии против Филадельфии Филлис в 2009 году.

## Карьера
Уинклер начал играть, появляясь в ряде телевизионных рекламных роликов. В октябре 1973 года в качестве актёра он сыграл роль Артура Герберта Фонзарелли, по прозвищу Фонз или Фонзи в телевизионном шоу «Счастливые дни». Шоу впервые было показано в январе 1974 года. В течение своего десятилетия в «Счастливых днях» Уинклер также снялся в ряде фильмов, в том числе Лорды из Флэтбуша (1974), играл проблемных ветеранов Вьетнама в «Героях» (1977), «Один и только» (1978) и дежурного морга в «Ночной смене», режиссёром которого была бывшая звезда «Счастливых дней» Рон Ховард. В 1979 году Уинклер был одним из ведущих музыкального концерта «Юнисеф».
Для «Счастливых дней» режиссёр/продюсер Гарри Маршалл первоначально имел в виду совершенно противоположное физическое присутствие. Маршалл искал на роль Фонзи итальянский тип моделей, намереваясь пригласить Рона Ховарда. Однако, когда Уинклер, студент Йельского университета, интерпретировал роль на прослушивании, Маршалл немедленно оборвал его. По словам Уинклера, «У Фонза было всё, чего нет у меня. Он был всем, кем я хотел быть».
Персонаж Уинклера, остававшийся для всех грубым аутсайдером, как пришло время, постепенно оказался в центре шоу (особенно после ухода Рона Ховарда). Первоначально руководство ABC не хотело видеть Фонза в поношенной кожаной одежде, считая, что персонаж похож на преступника. Первые 13 эпизодов шоу Уинклер носил два разных вида ветровок, одна из которых была зелёной. Как сказал Уинклер в интервью TV Land, «трудно выглядеть круто в зелёной куртке». Маршалл обсуждал с руководством вопрос о куртке. В конце концов был достигнут компромисс. Унклер стал носить кожаную куртку только в сценах с мотоциклом и с этого момента, Фонз никогда не был без своего мотоцикла.
В попытке идти против стереотипа Фонзи и привлечь больше внимания к своим реальным актёрским способностям, Уинклер в 1976 году снялся в специальном ТВ-шоу «Генри Уинклер встретил Уильяма Шекспира». В шоу он организовывал группе детей поездку в театр и обучал их театральным терминам и основным спектаклям, когда Уильям Шекспир внезапно появлялся из коробки, играя известные строки своих пьес, и в конечном счёте Уинклер направлял их в сцены из Ромео и Джульетты. Опираясь на обучение Шекспиру в Йеле, Уинклер играл Ромео, убившему Тибальта за смерть своего друга Меркуцио.
Уинклеру была предложена роль Денни Зуко в фильме «Бриолин», но он уже играл роли Фонзи и Битча Вайнштейна в фильме «Лорды из Флэтбуша», которые были похожи на Зуко, поэтому он отказался.
В 1979 году Уинклер появился в телевизионном фильме «Американское Рождество Кэрол», который был современным ремейком классической Рождественской песни Чарльза Диккенса. «Американское Рождество Кэрол» было поставлено в Конкорде, Нью-Гэмпшир во время Великой депрессии. Уинклер играл роль Бенедикта Слейда, эквивалент Эбенезера Скруджа.
После «Счастливых дней» Уинклер сосредоточился на продюсировании и режиссуре. Через несколько месяцев он открыл студию «Уинклер-Рич Продакшн». Он создал несколько телевизионных шоу, включая «Секретный агент Макгайвер», «Так странно» и «Наблюдение», а также игровые шоу, включая «Проще Простого». Он также снял несколько фильмов, включая фильм о Билли Кристале «Мои воспоминания» (1988), и «Полицейский с половиной» (1993) с Бертом Рейнольдсом.

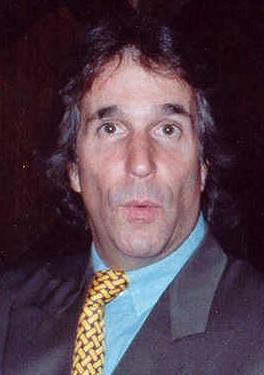
Уинклер в сентябре 1990 года

В 1990-х Уинклер вернулся в кино. В 1991 году он снялся в спорном телефильме «Абсолютные незнакомцы», в котором вынужден принять решение о своей коматозной жене и будущем ребёнке. В 1994 году он вернулся на телевидение в небольшой комедийный сериал «Монти». Также в 1994 году он снялся с Кэтрин Хепбёрн в праздничном фильме «Одно Рождество», в её последнем фильме.
Уинклер давно является другом режиссёра фильмов ужасов Уэса Крэйвена и снялся в эпизодической роли директора Химбри в фильме «Крик» (1996). В 1998 году Адам Сэндлер пригласил Уинклера сыграть роль тренера в фильме «Маменькин сыночек». Позднее он появился в трёх других фильмах Сэндлера: «Никки, дьявол-младший» (2000), «Клик: С пультом по жизни» (2006) и «Не шутите с Зоханом» (2008). Также он сыграл небольшие роли в фильмах «К вам» (2000), «Клад» (2003) и «Я никогда не буду твоей» (2007).
Уинклер в последнее время играет роль некомпетентного адвоката Барри Цукеркорна в комедии канала Fox «Замедленное развитие». В одном эпизоде его герой перелетел через мёртвых акул, лежащих на пирсе, ссылаясь на роль в происхождении фразы прыжок через акулу. После этого эпизода Уинклер в интервью заявил, что он был единственным человеком, совершившим «прыжок через акулу».
Когда Уинклер перешёл на канал CBS его роль адвоката семьи Блутов была передана звезде «Счастливых дней» Скотту Байо.
Уинклер снялся в эпизодах таких сериалов, как «4исла», «Шоу Бобба Ньхарта», «Южный парк», «Практика», «Симпсоны», «Закон и порядок: Специальный корпус», «Третий наблюдатель», «Джордан расследует», «Гриффины» и «Царь горы». В клипе «Buddy Holly» группы «Weezer» Уинклер снялся в роли Фонза.
Последним появлением Уинклера был появление в шоу «Добрый день» канала KTTV. Один раз, заменив Стива Эдвардса, Уинклер воссоединился с другим партнёром по «Счастливым дням» актрисой Марион Росс. Позже он сыграл камео роль в клипе группы «Say Anything» «Wow, I Can Get Sexual Too».
Близкий друг актёра Джон Риттер привел их в Бродвейский ансамбль «Званый ужин Нейла Симонса» в 2000 году. Уинклер воссоединился как приглашённый актёр с ситкомом 8 простых правил для друга моей дочери-подростка в 2003 году. Во время съёмок Риттеру стало неожиданно плохо и он умер. Ошеломлённый и убитый горем Уинклер дал интервью Мэри Харт для таблоида «Entertainment Tonight» и другим разным новостным ресурсам, а также сказал последнее слово на панихиде Риттера в сентябре 2003 года.
С 2003 года Уинклер сотрудничает Лин Оливер насчёт серии детских книг 4 класса о мальчике Зипцере, страдающем дислексией. Этот же диагноз был и у самого Генри; она причинила ему много несчастий. Уинклер опубликовал 17 книг о Зипцере.
В июле 2008 года Генри присоединился к изданию «First News», где публиковались отрывки из его книг.
В октябре 2008 года Уинклер появился на видео funnyordie.com с Роном Ховардом, изображая Фонзи и Ричи, призывающих голосовать за Барака Обаму. В видео под названием Howard’s Call to Action" снялся также Энди Гриффит.
Уинклер появился в своей первой пантомиме в театре Нового Уимблдона, Лондон, в 2006 году, играя Капитана Крюка из Питера Пэна, заменив Дэвида Хассельхоффа и Саймона Ковелла. Эту роль он исполнил на Уокинге, Великобритания на Рождество 2007 года. Позже он сыграл капитана в сезонах 2008/2009.
В 2009 году Уинклер озвучивал Уилларда Дойчебога, склонного к суициду учителя, в комедийном сериале «Sit Down, Shut Up».
По состоянию на июнь 2010 года, Уинклер снимался в шоу «Royal Pains» в роли отца двух главных героев.
2 июня 2010 года было объявлено, что Уинклер станет ведущим нового шоу «Один обратный заклад».
19 июня 2010 года он появился у Джеймса Кордена на шоу Всемирной выставки кубка.
Осенью 2010 года Уинклер присоединился к актёрскому составу сериала «Детский госпиталь» канала Adult Swim, адаптации Роба Корддри, играя стереотипного беспомощного администратора больницы.

## Избранная фильмография
| Год          |   | Русское название                    | Оригинальное название                | Роль                                         |
| ------------ | - | ----------------------------------- | ------------------------------------ | -------------------------------------------- |
| 1974         | ф | Безумный Джо                        | Crazy Joe                            | Мэни                                         |
| 1974         | ф | Лорды из Флэтбуша                   | The Lord's of Flatbush               | Бутчи Вайнштейн                              |
| 1974—1982    | с | Счастливые дни                      | Happy Days                           | Артур "Фонзи" Фонзарелли                     |
| 1975         | ф | Кэтрин                              | Katherine                            | Боб Клейн                                    |
| 1977         | ф | Герои                               | Heroes                               | Джек Данн                                    |
| 1978         | ф | Единственная на свете               | The One and Only                     | Энди Шмидт                                   |
| 1979         | ф | Американское Рождество Кэрол        | An American Christmas Carol          | Бенедикт Слэйд                               |
| 1982         | ф | Я люблю свободу                     | I Love Liberty                       |                                              |
| 1982         | ф | Ночная смена                        | Night Shift                          | Чак Ламли                                    |
| 1993         | ф | Полицейский с половиной             | Cop and ½                            |                                              |
| 1996         | ф | Крик                                | Scream                               | директор Химбри                              |
| 1996—2006    | с | Умная собачка Блу                   | Blue's Clues                         |                                              |
| 1997—2010    | с | Царь горы                           | King of the Hill                     | Генри Уинклер (озвучка)                      |
| 1997         | ф | Задержка: осада Джонсона            | Detention: The Siege at Johnson High | директор Химбри                              |
| 1997         | ф | Папа в отпуске                      | Dad's Week Off                       | Джек Поттер                                  |
| 1997 — н. в. | с | Южный парк                          | South Park                           | страшный монстр (озвучка)                    |
| 1998         | ф | Контроль земли                      | Ground Control                       | Джон Куинн                                   |
| 1998         | ф | Маменькин сыночек                   | he Waterboy                          | тренер Клейн                                 |
| 1999         | ф | Панки                               | P.U.N.K.S                            | Эдвард Кроу                                  |
| 1999—2001    | с | Чудеса.com                          | So Weird                             | Фергус МакГаррэти                            |
| 1999 — н. в. | с | Закон и порядок: Специальный корпус | Law & Order: Special Victims Unit    | Эдвард Крэндалл                              |
| 2000—2003    | с | Большой красный пёс Клиффорд        | Clifford the Big Red Dog             | Арти (озвучка)                               |
| 2000         | ф | Никки, дьявол-младший               | Little Nicky                         | Генри Уинклер                                |
| 2003         | ф | Клад                                | Holes                                | Стэнли Йельнатс III                          |
| 2005—2010    | с | 4исла                               | Numb3rs                              | Роджер Блум                                  |
| 2005 — н. в. | с | Робоцып                             | Robot Chicken                        | Джейсон Борн / Рождественская ёлка (озвучка) |
| 2006         | ф | Клик: С пультом по жизни            | Click                                | Тед                                          |
| 2007         | ф | Лето Пламмов                        | A Plumm Summer                       | счастливчик Херб                             |
| 2008 — н. в. | с | Детская больница                    | Childrens Hospital                   | Сай Миттлеман                                |
| 2009 — н. в. | с | Дорогой доктор                      | Royal Pains                          | Эдди Р.Лоусон                                |
| 2011         | ф | Друзья-бегуны                       | Running Mates                        | Боб Уизерби                                  |
| 2012         | ф | Толстяк на ринге                    | Here Comes the Boom                  | Марти Стреб                                  |
| 2018—2023    | с | Барри                               | Barry                                | Джин Кузино                                  |
| 2023         | ф | Слай Сталлоне                       | Sly                                  | В роли самого себя                           |

## Достижения и награды
- В 1996 году был избран спикером класса в Йельском университете, что является честью выпускникам-отличникам Йеля.
- 3 августа 2008 года Уинклер был выбран в качестве приглашённого дирижёра Бостонского оркестра на концерт Моря в Ханнисе, Массачусетс.
- 19 августа 2008 года Милуоки воздало должное герою в его родном городе, поставив бронзовую статую Фонза вдоль Милуоки Риверуок.[14]
- 29 марта 2010 года Уинклеру были преподнесены ключи города Виннипег за его вклад в образование и грамотность.[15]

Премия Золотой глобус
- (1976) Победа — «Лучший актёр» — Телевизионная музыкальная комедия / Счастливые дни
- (1977) Победа — «Лучший актёр» — Телевизионная музыкальная комедия / Счастливые дни
- (1978) Номинация — «Лучший актёр» — Драма / Герои
- (1983) Номинация — «Лучший актёр» — Комедия или мюзикл / Ночная смена

Прайм-тайм награждения Эмми
- (1976) Номинация — «Выдающийся актёр» — Комедия / Счастливые дни
- (1977) Номинация — «Выдающийся актёр» — Комедия / Счастливые дни
- (1978) Номинация — «Выдающийся актёр» — Комедия / Счастливые дни
- (1979) Номинация — «Лучшая информационная программа» / Who Are the DeBolts? And Where Did They Get Nineteen Kids?
- (1997) Номинация — «Выдающийся приглашённый актёр» — Драма / Практика (в роли Генри Олсона)